# Heterocrypta granulata
Heterocrypta granulata är en kräftdjursart som först beskrevs av Lewis Reeve Gibbes 1850.  Heterocrypta granulata ingår i släktet Heterocrypta och familjen Parthenopidae. Inga underarter finns listade i Catalogue of Life.